# Kurt Kleinrath
Kurt Kleinrath (* 14. Juni 1899 in Hannover; † 29. Juni 1968 in Berlin) war ein deutscher Artillerie- und Luftwaffenoffizier.

## Leben
Beförderungen
- 11. Juni 1917 Fahnenjunker-Gefreiter
- 13. Juni 1917 Fahnenjunker-Unteroffizier
- 13. Juni 1918 Fähnrich
- 17. Juli 1918 Leutnant
- 1. Februar 1926 Oberleutnant
- 1. Oktober 1933 Hauptmann
- 1. August 1936 Major
- 1. April 1939 Oberstleutnant
- 1. Juli 1941 Oberst i. G.
- 1. März 1943 Generalmajor
- 1. Juli 1944 Generalleutnant

Kleinrath war Sohn des Rechtsanwalts und Notars, Justizrats  Otto Kleinrath und seiner Ehefrau Anna geb. Bletzmacher. Er besuchte das Kaiser-Wilhelm- und Ratsgymnasium Hannover bis zur Primareife.

### Erster Weltkrieg
Mit 18 Jahren meldete er sich 1916 als Freiwilliger zum Feldartillerie-Regiment 46 in Wolfenbüttel. Bei der Panzerabwehr des Deutschen Heeres kam er in der Infanterie-Geschützbatterie Nr. 17 im Mai 1917 an die Westfront. In der Dritten Flandernschlacht verwundet, wurde er im Winter 1917/18 als Fahnenjunker-Unteroffizier in das Ostfriesische Feldartillerie-Regiment Nr. 62 (Oldenburg) übernommen. In den letzten Kriegsmonaten war er an der Artillerieschule in Beverlo. Im Sommer 1919 erhielt er das Reifezeugnis des Ratsgymnasiums Hannover. Im Juni 1920 erhielt er seinen Abschied (Militär). Zum Wintersemester 1920/21 immatrikulierte er sich an der Christian-Albrechts-Universität zu Kiel für Rechts- und Staatswissenschaften. Er renoncierte am 11. November 1920 beim Corps Holsatia und wurde am 2. Mai 1921 recipiert.

### Reichswehr
Am 1. November 1922 wurde er im Artillerie-Regiment 2 der Reichswehr als Leutnant wiedereingestellt. Nach einem Lehrgang an der Artillerieschule in Jüterbog durchlief er 1924/25 eine private Ausbildung zum Flugzeugführer. Von April bis November 1928 folgte an der Geheimen Fliegerschule und Erprobungsstätte der Reichswehr in Lipezk eine Ausbildung als militärischer Flugzeugbeobachter. Nach einem Jahr als Flugberater im Stab des Kavallerie-Regiments 1 kam er am 1. November 1929 als Batterieoffizier und Bataillonsadjutant zum Artillerie-Regiment 2. In der Zeit des Nationalsozialismus war er 1933 ein halbes Jahr beim Stab der 1. Kavallerie-Division (Reichswehr). Vom 1. Dezember 1933 bis zum 31. März 1935 war er Schwadronchef und Fluglehrer an der Deutschen Verkehrsfliegerschule in Braunschweig.

### Wehrmacht
In die Luftwaffe (Wehrmacht) übernommen, diente er 1935/36 dem Auswärtigen Amt als nachrichtendienstlicher Kurier nach Japan. 1936–1939 war er Kommandeur der Aufklärung in Jüterbog.
Zu Beginn des Überfalls auf Polen war er Erster Generalstabsoffizier beim Kommandierenden General der Heeresflieger. Anschließend war er acht Monate Chef des Stabes beim Luftgaukommando 2, beim Luftgaukommando 3 (Holland) und wieder beim Luftgaukommando 2. Am 1. März 1940 wurde er in das Oberkommando der Luftwaffe übernommen. Im Januar und Februar 1944 wurde er im Rahmen des Einsatzes der zivilen Flugzeugführer in der Luftfahrtindustrie verwendet. Im Juni 1944 zum Stab der Luftflotte 3 kommandiert und im Juli 1944 zum Generalleutnant befördert, war er zwei Monate mit der Führung des II. Fliegerkorps beauftragt. Vom 1. September bis zum 8. Dezember 1944 war er mit der Wahrnehmung der Geschäfte des Kommandeurs der 1. Jagddivision in Döberitz beauftragt. Zuletzt war er im Reichsluftfahrtministerium und beim Oberkommando der Luftwaffe sowie  Kommandeur der 1. Ausbildungsdivision (Luftwaffe). Er geriet am 3. Mai 1945 in amerikanische Kriegsgefangenschaft und kam in zahlreiche Gefangenenlager In Deutschland.  Entlassen wurde er am 30. Oktober 1947 unter Ortsarrest nach Cham (Oberpfalz). Dort war er Färbergehilfe in einer Schmuckfedernfabrik. Am 26. April 1948 konnte er nach Berlin zurückkehren.

## Ehe
Verheiratet war er seit dem 6. September 1938 mit Dr. med. Gertrud Windscheid geb. Jahn, Tochter des Ministerialdirektors a. D. Alexander Jahn in Berlin.

## Auszeichnungen
- Eisernes Kreuz II. Klasse
- Friedrich-August-Kreuz II. und I. Klasse
- Verwundetenabzeichen in Schwarz
- Ehrenkreuz des Weltkrieges
- Flugzeugführer- und Beobachterabzeichen (1935)
- Eintrag in das Goldene Buch der Flieger (1938)[A 1]
- Wehrmacht-Dienstauszeichnung IV.–II. Klasse
- Wiederholungsspange zum Eisernen Kreuz II. und I. Klasse
- Deutsches Kreuz in Silber
- Finnischer Orden des Freiheitskreuzes I. Klasse mit Schwertern